# Dietrich IX. von Gemmingen
Dietrich IX. von Gemmingen (* 1517; † 24. April 1586) war Grundherr in Tiefenbronn.

## Leben
Er war ein Sohn des Dietrich VIII. von Gemmingen († 1542) und der Katharina von Neuhausen (1481–1563) aus der Linie Steinegg der Freiherren von Gemmingen. Bei der Teilung des Besitzes seines Vaters 1547 fiel ihm Tiefenbronn zu, während sein Bruder Eitel Dietrich (1513–1568) Steinegg erhielt. 1548 verkaufte er an Eitel Dietrich seinen jenseits der Würm gelegenen Besitz. 1572 erwarb er ein Haus in Pforzheim, das sich 1543 schon im Besitz der Familie befand. 1577 hat er das Haus an die badischen Markgrafen verkauft, die es zu einem Diakonat umnutzten. 1573 kam es zu Irrungen mit der Gemeinde Tiefenbronn, die der Markgraf Karl II. geschlichtet hat.
Sein Grabmal und die Grabmale seiner beiden Frauen sind in der Kirche St. Maria Magdalena in Tiefenbronn erhalten.

## Familie
Er war in erster Ehe verheiratet mit Lia von Schellenberg († 1564). Eine zweite Ehe ging er mit Agatha Reußin von Reußenstein († 1575) ein. 
Nachkommen:
- Wolf Dietrich (1550–1601) ⚭ Ursula von Neuneck (1560–1626)
- Georg, ab 1568 Deutschordensritter, Komtur in Mühlhausen, Freiburg und Mainau
- Hans († 1591), ab 1578 Deutschordensritter, Komtur in Münnerstadt
- Johann Konrad (1561–1612), Fürstbischof von Eichstätt
- Hans Ernst († 1596), starb als Soldat bei Antwerpen
- Anna ⚭ Dietrich von Landau
- Maria Salomea († 1589) ⚭ Hans Michael von Reischach
- Maria Jakobe, Nonne in Brieg